# Radeon R300
A GPU R300, lançada em agosto de 2002 e desenvolvida pela ATI Technologies, é a terceira geração de GPU usada nas placas gráficas Radeon. Esta GPU apresenta aceleração 3D baseada em Direct3D 9.0 e OpenGL 2.0, uma grande melhoria em recursos e desempenho em comparação com o design R200 anterior. O R300 foi o primeiro chip gráfico de consumidor totalmente compatível com Direct3D 9. Os processadores também incluem aceleração de GUI 2D, aceleração de vídeo e várias saídas de exibição.
As primeiras placas gráficas usando o R300 a serem lançadas foram a Radeon 9700. Foi a primeira vez que a ATI comercializou sua GPU como uma Unidade de Processamento Visual (VPU). O R300 e seus derivados formariam a base das linhas de produtos profissionais e de consumo da ATI por mais de 3 anos.
O processador gráfico integrado baseado no R300 é o Xpress 200.

## Desenvolvimento
A ATI manteve a liderança por um tempo com a Radeon 8500, mas a Nvidia retomou a coroa de desempenho com o lançamento da linha GeForce 4 Ti. Uma nova parte de atualização de ponta, o 8500XT (R250) estava supostamente em andamento, pronto para competir com as ofertas de ponta da NVIDIA, particularmente a linha superior Ti 4600. As informações de pré-lançamento listavam um núcleo de 300 MHz e velocidade do clock da RAM para o chip R250. A ATI, talvez ciente do que aconteceu com 3dfx quando eles tiraram o foco de seu processador Rampage, o abandonaram em favor de finalizar sua placa R300 de próxima geração. Isso provou ser uma jogada inteligente, pois permitiu que a ATI assumisse a liderança no desenvolvimento pela primeira vez, em vez de ficar atrás da NVIDIA. O R300, com sua arquitetura de última geração, oferecendo recursos e desempenho sem precedentes, teria sido superior a qualquer atualização do R250.
O chip R3xx foi projetado pela equipe da Costa Oeste da ATI (anteriormente ArtX Inc.), e o primeiro produto a usá-lo foi o Radeon 9700 PRO (codinome interno da ATI: R300; codinome interno do ArtX: Khan), lançado em agosto de 2002. A arquitetura do R300 era bem diferente de seu antecessor, Radeon 8500 (R200), em quase todos os aspectos. O núcleo do 9700 PRO foi fabricado em um processo de fabricação de chip de 150 nm, semelhante ao Radeon 8500. No entanto, design refinado e técnicas de fabricação permitiram dobrar a contagem de transistores e um ganho significativo de velocidade de clock.
Uma grande mudança com a fabricação do núcleo foi o uso da embalagem flip-chip, tecnologia não utilizada anteriormente em placas de vídeo. A embalagem flip chip permite um resfriamento muito melhor da matriz, virando-a e expondo-a diretamente à solução de resfriamento. A ATI, portanto, poderia atingir velocidades de clock mais altas. A Radeon 9700 PRO foi lançada com clock de 325 MHz, à frente dos 300 MHz originalmente projetados. Com uma contagem de transistores de 110 milhões, era a maior e mais complexa GPU da época. Um chip mais lento, o 9700, foi lançado alguns meses depois, diferindo apenas pela menor velocidade de núcleo e memória. Apesar disso, o Radeon 9700 PRO foi significativamente mais rápido do que o Matrox Parhelia 512, placa lançada poucos meses antes do R300 e considerada o ápice da fabricação de chips gráficos (com 80 milhões de transistores a 220 MHz), até a chegada do R300.

### Arquitetura

Diagrama de bloco do chip "R300".

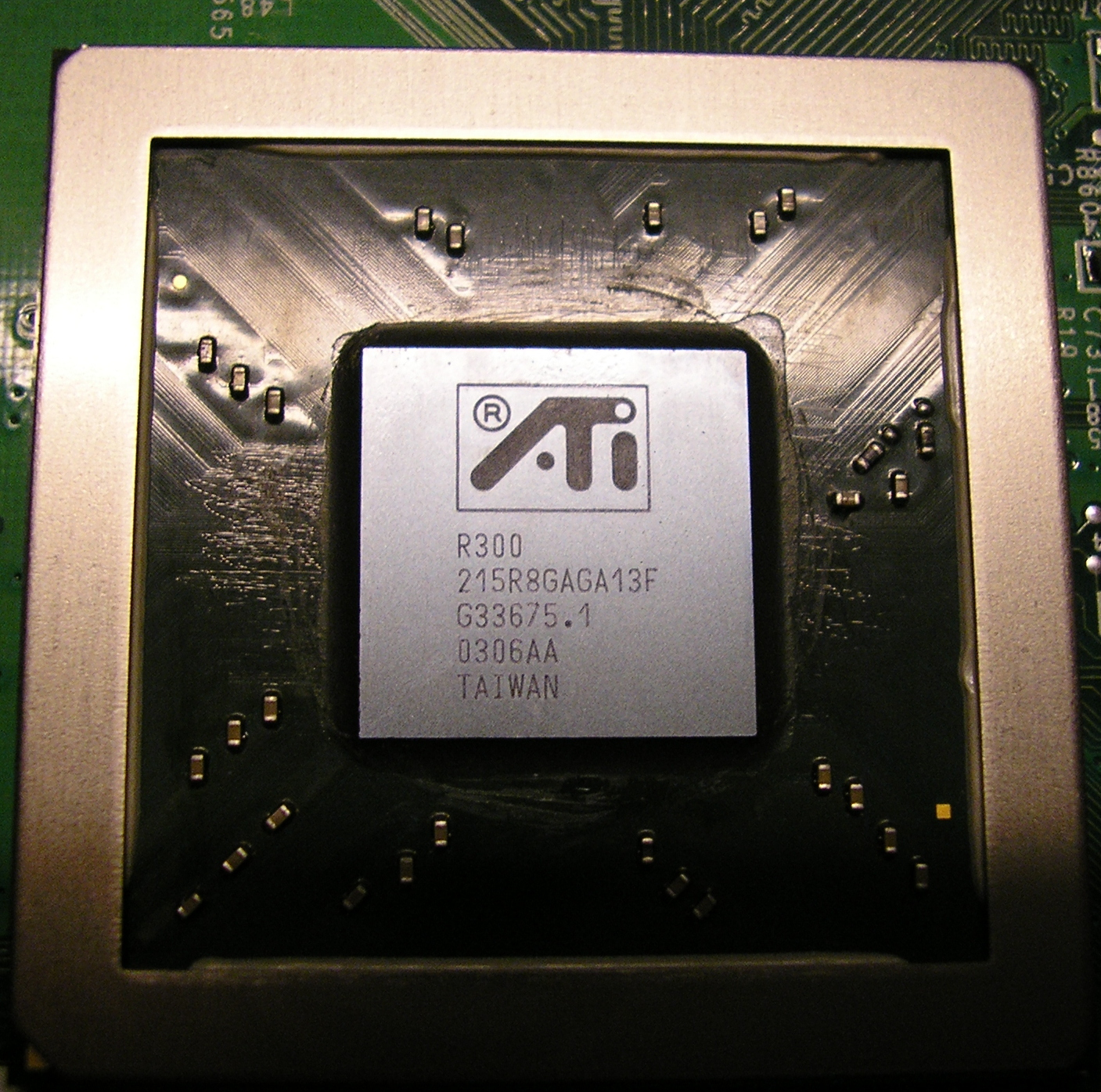
ATI R300 GPU

O chip adotou uma arquitetura que consiste em 8 pipelines de pixel, cada um com 1 unidade de mapeamento de textura (um design de 8x1). Embora isso fosse diferente dos chips mais antigos usando 2 (ou 3 para o Radeon original) unidades de textura por pipeline, isso não significava que o R300 não poderia executar multitexturização tão eficientemente quanto os chips mais antigos. Suas unidades de textura podiam executar uma nova operação de "loopback" que lhes permitia amostrar até 16 texturas por passagem de geometria. As texturas podem ser qualquer combinação de uma, duas ou três dimensões com bilinear, trilinear ou filtragem anisotrópica. Isso fazia parte da nova especificação do DirectX 9, junto com Shader Model 2.0+ pixel shader e vertex shader baseado em ponto flutuante mais flexível. Equipado com 4 unidades de sombreamento de vértice, o R300 possuía mais do que o dobro da capacidade processamento de geometria do Radeon 8500 anterior e do GeForce4 Ti 4600, além do maior conjunto de recursos oferecido em comparação para sombreadores DirectX 8.
A ATI demonstrou parte do que era capaz com o pixel shader PS2.0 com sua demonstração Rendering with Natural Light . A demonstração foi uma implementação em tempo real do artigo do notável pesquisador de gráficos 3D Paul Debevec sobre o tópico de renderização de alta faixa dinâmica. Uma limitação digna de nota é que todos os chips da geração R300 foram projetados para uma precisão máxima de ponto flutuante de 96 bits, ou FP24, em vez do máximo de FP32 de 128 bits do DirectX 9. O DirectX 9.0 especificou FP24 como um nível mínimo para conformidade com a especificação de precisão total. Essa troca de precisão oferecia a melhor combinação de uso de transistor e qualidade de imagem para o processo de fabricação da época. Isso causou uma perda de qualidade geralmente visivelmente imperceptível ao fazer uma mistura pesada. Os chips Radeon da ATI não ultrapassaram FP24 até R520.
A R300 foi a primeira placa a realmente tirar proveito de um barramento de memória de 256 bits. A Matrox havia lançado sua Parhelia 512 vários meses antes, mas esta placa não apresentou grandes ganhos com seu barramento de 256 bits. A ATI, no entanto, não apenas dobrou seu barramento para 256 bits, mas também integrou um controlador de memória crossbar avançado, um pouco semelhante à tecnologia de memória da NVIDIA. Utilizando quatro controladores de memória de 64 bits com balanceamento de carga individual, a implementação de memória da ATI foi bastante capaz de alcançar alta eficiência de largura de banda mantendo granularidade adequada de transações de memória e, assim, contornando as limitações de latência de memória. O "R300" também recebeu o mais recente refinamento da inovadora tecnologia de economia de largura de banda e taxa de preenchimento HyperZ da ATI,HiperZ III. As demandas da arquitetura 8x1 exigiam mais largura de banda do que os projetos de barramento de 128 bits da geração anterior devido ao dobro da textura e taxa de preenchimento de pixel.
A Radeon 9700 introduziu o esquema anti-aliasing com correção de gama multiamostra da ATI. O chip oferecia amostragem esparsa em modos incluindo 2×, 4× e 6×. A amostragem múltipla oferecia um desempenho muito superior ao método de supersampling em Radeons mais antigos e qualidade de imagem superior em comparação com as ofertas da NVIDIA na época. O anti-aliasing foi, pela primeira vez, uma opção totalmente utilizável mesmo nos títulos mais novos e exigentes da época. O R300 também oferecia filtragem anisotrópica avançada, que incorria em um desempenho muito menor do que a solução anisotrópica da GeForce4 e de outras placas concorrentes, enquanto oferecia qualidade significativamente melhorada em relação à implementação da filtragem anisotrópica do Radeon 8500, que era altamente dependente do ângulo.
Em 14 de março de 2008, a AMD lançou o 3D Register Reference para R3xx.

### Desempenho
A arquitetura da Radeon 9700 era muito eficiente e muito mais avançada em comparação com seus pares de 2002. Em condições normais, ela superou a GeForce4 Ti 4600, a placa topo de linha anterior, em 15–20%. No entanto, quando o anti-aliasing (AA) e/ou a filtragem anisotrópica (AF) foram ativados, ele superaria o Ti 4600 em algo entre 40 e 100%. Na época, isso era muito especial e resultou na ampla aceitação de AA e AF como recursos verdadeiramente utilizáveis.
Além da arquitetura avançada, os revisores também observaram a mudança de estratégia da ATI. O 9700 seria o segundo dos chips da ATI (depois do 8500) a ser enviado para fabricantes terceirizados, em vez da ATI produzir todas as suas placas gráficas, embora a ATI ainda produzisse placas com seus chips de última geração. Isso liberou recursos de engenharia que foram canalizados para melhorias de driver, e o 9700 teve um desempenho fenomenal no lançamento por causa disso. O diretor técnico da id Software, John Carmack, fez com que a Radeon 9700 executasse a demonstração de Doom 3 na E3.
Os aumentos de desempenho e qualidade oferecidos pela GPU R300 são considerados um dos maiores da história dos gráficos 3D, ao lado das conquistas GeForce 256 e Voodoo Graphics. Além disso, a resposta da NVIDIA na forma da GeForce FX 5800 foi tardia para o mercado e um tanto inexpressiva, especialmente quando o pixel shading foi usado. O R300 se tornaria uma das GPUs com maior vida útil da história, permitindo desempenho jogável em novos jogos pelo menos 3 anos após seu lançamento.

## Outras versões
Alguns meses depois, o 9500 e o 9500 PRO foram lançados. O 9500 PRO tinha metade da largura do barramento de memória do 9700 PRO, e o 9500 também estava faltando (desativado) metade das unidades de processamento de pixel e a unidade hierárquica de otimização de buffer Z (parte do HyperZ III). Com seus 8 pipelines completos e arquitetura eficiente, o 9500 PRO superou todos os produtos da NVIDIA (exceto o Ti 4600). Enquanto isso, o 9500 também se tornou popular porque em alguns casos poderia ser modificado para o muito mais poderoso 9700. A ATI pretendia apenas que a série 9500 fosse uma solução temporária para preencher a lacuna para a temporada de Natal de 2002, antes do lançamento do 9600. Como todos os chips R300 eram baseados na mesma matriz física, as margens da ATI em 9500 produtos eram baixas. Radeon 9500 foi um dos produtos de vida mais curta da ATI, posteriormente substituído pela série Radeon 9600. O logotipo e o pacote de caixa do 9500 foram ressuscitados em 2004 para comercializar o Radeon 9550 não relacionado e mais lento (que é um derivado do 9600).

### Atualização

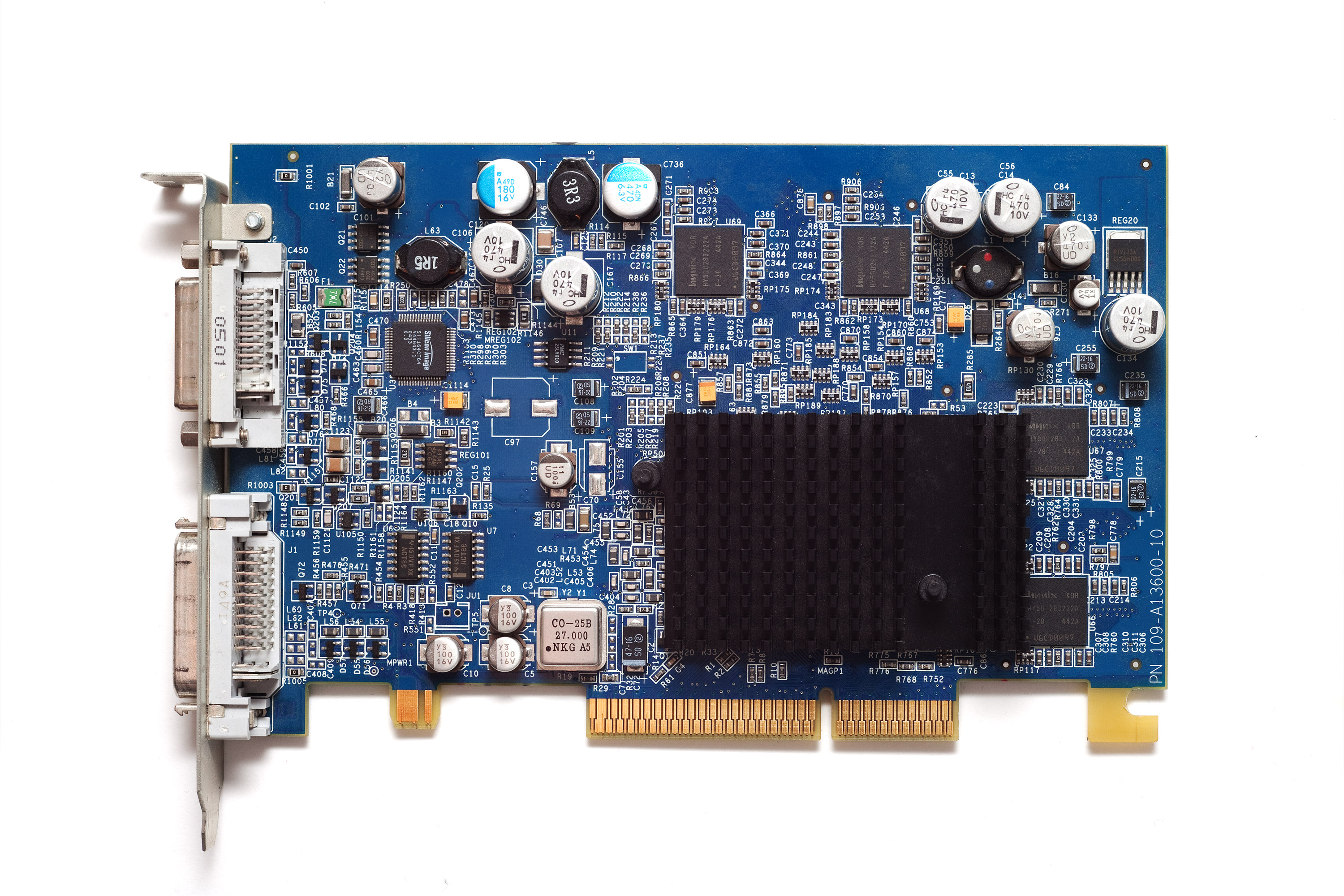
Um Radeon 9600 Pro da marca Apple, com portas DVI e ADC. Alguns modelos do Power Macintosh G4 e Power Macintosh G5 são fornecidos com placas Radeon série 9000 construídas em PCBs azuis distintos.

No início de 2003, as placas 9700 foram substituídas pelas 9800 (ou, R350). Estas eram R300s com velocidades de clock mais altas e melhorias nas unidades de sombreamento e controlador de memória que aprimoravam o desempenho anti-aliasing. Elas foram projetados para manter a liderança em desempenho sobre a recém-lançada GeForce FX 5800 Ultra, o que conseguiu fazer sem dificuldade. A 9800 ainda se manteve contra a FX 5900 revisada, principalmente (e significativamente) em tarefas envolvendo sombreamento pesado de pixel SM2.0. Outro ponto de venda para a 9800 era que ela ainda era uma placa de slot único, em comparação com os requisitos de slot duplo da FX 5800 e da FX 5900. Uma versão posterior da 9800 Pro com 256 MB de memória usava GDDR2. As outras duas variantes eram a 9800, que era simplesmente uma 9800 Pro com clock mais baixo, e a 9800 SE, que tinha metade das unidades de processamento de pixel desabilitadas (às vezes podia ser habilitada novamente). As especificações oficiais da ATI determinam um barramento de memória de 256 bits para a 9800 SE, mas a maioria dos fabricantes usava um barramento de 128 bits. Normalmente, a 9800 SE com barramento de memória de 256 bits era chamado de "9800 SE Ultra" ou "9800 SE Golden Version".
Juntamente com a 9800, a série 9600 (também conhecida como RV350) foi lançada no início de 2003 e, embora a 9600 PRO não superasse a 9500 PRO que deveria substituir, era muito mais econômica para a ATI produzir por meio de um processo de 130 nm (todas as placas da ATI desde a 7500/8500 eram de 150 nm) e um design simplificado. O núcleo RV350 da Radeon 9600 era basicamente um 9800 Pro cortado ao meio, com exatamente metade das mesmas unidades funcionais, tornando-a uma arquitetura 4 × 1 com 2 shaders de vértice. Ela também perdeu parte do HyperZ III com a remoção da unidade hierárquica de otimização z-buffer, a mesma da Radeon 9500. O uso de um processo de 130 nm também foi bom para aumentar a velocidade do clock do núcleo. A série 9600, todas com clock padrão alto, mostrou ter bastante espaço para overclockers (atingindo mais de 500 MHz, de 400 MHz no modelo Pro). Embora a série 9600 fosse menos poderosa do que a 9500 e 9500 Pro que ela substituiu, ela conseguiu manter a liderança da 9500 sobre a GeForce FX 5600 Ultra da NVIDIA, e foi a resposta econômica da ATI para a placa de desempenho mainstream de longa data, GeForce 4 Ti 4200.
Durante o verão de 2003, a Mobility Radeon 9600 foi lançada, baseada no núcleo RV350. Sendo o primeiro chip para laptop a oferecer sombreadores DirectX 9.0, teve o mesmo sucesso das Mobility Radeons anteriores. A Mobility Radeon 9600 foi originalmente planejada para usar uma tecnologia RAM chamada GDDR2-M. A empresa que desenvolveu essa memória faliu e a RAM nunca chegou, então a ATI foi forçada a usar SDRAM DDR regular. Sem dúvida haveria economia no uso de energia e talvez ganhos de desempenho com GDDR2-M. No outono de 2004, uma variante um pouco mais rápida, a Mobility Radeon 9700 foi lançada (que ainda era baseado no RV350, e não no R300 mais antigo do desktop Radeon 9700, apesar da semelhança de nomenclatura).
Mais tarde, em 2003, três novas placas foram lançados: a 9800 XT (R360), a 9600 XT (RV360) e a 9600 SE (RV350). A 9800 XT foi um pouco mais rápido do que a 9800 PRO, enquanto a 9600 XT competiu bem com a recém-lançada GeForce FX 5700 Ultra. O chip RV360 na 9600 XT foi o primeiro chip gráfico da ATI que utilizou a fabricação de chip Low-K e permitiu um clock ainda maior do núcleo 9600 (padrão de 500 MHz). A 9600 SE foi a resposta da ATI para a GeForce FX 5200 Ultra da NVIDIA, conseguindo superar a 5200 enquanto também era mais barata. Outra placa "RV350" surgiu no início de 2004, na Radeon 9550, que era uma Radeon 9600 com um clock de núcleo inferior (embora um clock de memória e largura de barramento idênticos).
Digno de nota em relação à geração baseada em R300 é que toda a linha utilizou soluções de resfriamento de slot único. Não foi até a Radeon X850 XT Platinum Edition da geração R420, em dezembro de 2004, que a ATI adotaria um design oficial de resfriamento de dois slots.

### Nova interface
Também em 2004, a ATI lançou as placas Radeon X300 e X600. Estes foram baseados na GPU RV370 (processo de 110 nm) e RV380 (processo Low-K de 130nm), respectivamente. Eles eram quase idênticos aos chips usados na Radeon 9550 e 9600, diferindo apenas por serem ofertas PCI Express nativas. Eles eram muito populares para a Dell e outras empresas OEM venderem em várias configurações; conectores: DVI vs. DMS-59, altura da placa: altura total vs. meia altura.
Mais tarde foi lançada a Radeon X550, usando o mesmo chip da placa de vídeo Radeon X300 (RV370).